# Hội Địa lý Hoàng gia Vương quốc Liên hiệp Anh
Hội Địa lý Hoàng gia Vương quốc Liên hiệp Anh (The Royal Geographical Society) cùng với Viện các nhà địa lý Vương quốc Liên hiệp Anh, là hiệp hội chuyên môn địa lý của Vương quốc Liên hiệp Anh và Bắc Ireland.
Hiệp hội được thành lập năm 1830, với mục tiêu vì sự tiến bộ của khoa học địa lý. Ngày nay, hiệp hội là trung tâm hàng đầu đối với các nhà địa lý học và địa lý. Hội đã có hơn 16.500 thành viên, và các nghiên cứu của hội đến tay hàng triệu người mỗi năm thông qua các ấn phẩm, các nhóm nghiên cứu và các bài giảng.